# Worley
Worley – miasto w Stanach Zjednoczonych, w stanie Idaho, w hrabstwie Kootenai.